# Herbulotia rubrofusca
Herbulotia rubrofusca là một loài bướm đêm trong họ Geometridae. Loài này được Pinker miêu tả khoa học lần đầu tiên năm 1963.